# 19718 Albertjarvis
19718 Albertjarvis è un asteroide della fascia principale. Scoperto nel 1999, presenta un'orbita caratterizzata da un semiasse maggiore pari a 2,6040196 UA e da un'eccentricità di 0,1341236, inclinata di 14,64554° rispetto all'eclittica.